# Mistrovství světa v zápasu řecko-římském 1909
Mistrovství světa v zápasu řecko-římském proběhlo v Vídni, Rakousko-Uhersko v roce 1909. 

## Výsledky
| Kategorie  | Zlato           | Stříbro      | Bronz          |
| ---------- | --------------- | ------------ | -------------- |
| do 75 kg   | Alois Toduschek | Robert Dirry | Andreas Mrosek |
| nad +75 kg | Anton Schmitz   | Hans Egeberg | Josef Bechyně  |